# Allensteiner Seenplatte
Die Allensteiner Seenplatte (poln. Pojezierze Olsztyńskie) ist eine Mesoregion sowie Seenlandschaft in den Woiwodschaften Ermland-Masuren in Polen. Ihren Namen hat sie nach dem Hauptort, der früher Allenstein hieß, nach 1945 Olsztyn.

## Lage
Die Allensteiner Seenplatte ist Teil der Masurischen Seenplatte, deren westlichstes Gebiet sie darstellt. Sie liegt um die namensgebende Stadt Olsztyn beiderseits des Flusses Łyna und reicht im Westen bis an die Pasłęka.

## Geologie
Die Allensteiner Seenplatte bestehen aus einer Vielzahl von Seen in einer Moränenlandschaft. Charakteristisch für diese Landschaft sind glaziale Rinnen zwischen den Hügeln, entstanden durch die abtragende Wirkung der Schmelzwässer beim Abschmelzen der Gletscher, die später die Seen aufnahmen. Die Moränen der Seenplatte sind bis zu ca. 200 Meter über NN hoch.

## Seen
Die größten Seen sind:
- Jezioro Łańskie
- Jezioro Pluszne Wielkie
- Jezioro Dadaj
- Jezioro Luterskie
- Jezioro Wulpińskie
- Jezioro Ukiel
- Jezioro Kalwa

## Flüsse
Die Allensteiner Seenplatte entwässert nach Norden über die Łyna in die Pregel sowie nach Nordwesten über die Pasłęka ins Frische Haff.

## Besiedlung
Die Allensteiner Seenplatte ist der westlichste und am dichtesten besiedelte Teil der Masurischen Seenplatte mit der Großstadt Olsztyn in ihrer Mitte.

## Nutzung
- Wandergebiet[1]
- Fischfang: Barsche, Zander, Hechte, Forellen, Rapfen[2]